# انتخابات ریاست‌جمهوری لیتوانی (۲۰۱۹)
انتخابات ریاست‌جمهوری لیتوانی (انگلیسی: 2019 Lithuanian presidential election) در ۱۲ مه ۲۰۱۹ برگزار شد. در این انتخابات با توجه به قانون اساسی که محدودیت بیش از دو دور حضور در رقابت‌های ریاست‌جمهوری را نمی‌پذیرد، رئیس‌جمهور پیشین (دالیا گریبائوسکایته) که در انتخابات ۲۰۰۹ و ۲۰۱۴ برنده انتخابات شده بود، واجد شرایط برای شرکت در انتخابات نبود.
در دور اول انتخابات به دلیل اینکه هیچ کاندیدایی به اکثریت ۵۰ درصد نرسید نتیجه به دور دوم که در ۲۶ مه ۲۰۱۹ برگزار گردید موکول شد. در نتیجه رقابت اصلی بین دو کاندیدا یعنی اینگریدا سیمونیت و هیتاناس ناوسدا بود. در روز ۲۶ مه ۲۰۱۹ بنابر اعلام هیئت برگزاری انتخابات هیتاناس ناوسدا ۵۵ ساله بانکدار سابق با کسب ۷۲ درصد آرا به عنوان رئیس‌جمهور لیتوانی برگزیده شد و سیمونت تنها ۲۸ درصد آرا را به دست آورد. ناوسدا در ۱۲ ژوئیه وارد دفتر ریاست‌جمهوری شد.

## نامزدهای ریاست جمهوری

### نامزدهای تأیید شده
- ناگلیس پوتیکاس، نماینده پارلمان، رئیس حزب مرکز لیتوانی.
- والنتیناس مازورونیس، نماینده پارلمان، وزیر سابق محیط زیست. مستقل.
- هیتاناس ناوسدا، اقتصاد دان، سخنران. مستقل.
- آرویداس جوزایتاس، فیلسوف، ورزشکار سابق المپیک. مستقل.
- انگریدا سیمونیت، نماینده پارلمان، معاون پیشین هیئت مدیره بانک لیتوانی (۲۰۱۳–۲۰۱۶)، وزیر سابق امور مالی (۲۰۰۹–۲۰۱۲). مستقل، نامزد اتحادیه میهن است.
- ویتنیس آندریو کایتیس، کمیساریای اروپائی لیتوانی، وزیر سابق بهداشت و درمان (۲۰۱۲–۲۰۱۴)، و همپیمان اکتبر ۱۹۹۰ قانون مجدد تأسیس دولت لیتوانی. نامزد حزب سوسیال دموکرات لیتوانی.
- سائولیس اسکورنلیس، نخست‌وزیر از سال ۲۰۱۶، وزیر سابق داخلی (۲۰۱۴–۲۰۱۶) مستقل، توسط اتحادیه کشاورزان و سبزها لیتوانی و حزب کارگر سوسیال دموکرات لیتوانی اعلام شده‌است.
- مینداگوس پویوداس، نماینده مجلس. مستقل.
- والدمار توماسوسکی، نماینده مجلس، رئیس عملکرد انتخابات لهستانی در لیتوانی.

## نامزدان تأیید نشده
- زیگیمانتاس پاویلونیس نماینده پارلمان، نماینده سابق لیتوانی در آمریکا، در واشینگتن
- ویگاداس اوساکاس، سفیر سابق اتحادیه اروپا در روسیه. رقابتهای مقدماتی TS-LKD را از دست داد.
- آسرا مالدیکین، نماینده پارلمان
- ویسوالداس ماتیجوسایتیس، شهردار کاوناس
- ویتاس گودیشیس، رئیس سابق فدراسیون هاکی روی یخ لیتوانی
- پتراس آوشترویچوس، نماینده پارلمان
- آلفونساس بوث، معاون رئیس حزب دموکراسی مسیحی لیتوانی
- کازیمیراس جراحی، وبلاگ نویس
- پتراس گرجیلیس، نماینده مجلس

## نظرسنجی‌ها

### دور اول
| Date             | ویتنیس آندریو کایتیس | آرویداس جوزایتاس | والنتیناس مازورونیس | هیتاناس ناوسدا | مینداگوس پویوداس | ناگلیس پوتیکاس | اینگریدا سیمونیت | سائولیس اسکورنلیس | والدمار توماسوسکی | سایر | نمی‌دانم | رای نخواهم داد |      |
| ---------------- | -------------------- | ---------------- | ------------------- | -------------- | ---------------- | -------------- | ---------------- | ----------------- | ----------------- | ---- | ------- | -------------- | ---- |
| Date             | May 2019             | ۵٫۵٪             | ۴٫۸٪                | ۱٫۲٪           | ۲۴٫۶٪            | ۱٫۹٪           | ۱٫۵٪             | ۲۶٫۲٪             | ۱۶٫۶٪             | ۱٫۸٪ | ۰٫۴٪    | ۶٫۹٪           | ۸٫۶٪ |
| April 2019       | ۴٫۲٪                 | ۵٪               | ۰٫۶٪                | ۲۷٫۹٪          | ۰٫۷٪             | ۲٫۳٪           | ۲۴٫۸٪            | ۱۴٫۵٪             | ۱٫۹٪              | ۰٫۲٪ | ۸٫۴٪    | ۹٫۲٪           |      |
| March 2019       | ۴٫۷٪                 | ۳٫۶٪             | –                   | ۲۳٫۵٪          | ۰٫۴٪             | –              | ۲۲٪              | ۱۸٫۴٪             | ۱٫۷٪              | ۱٫۱٪ | ۹٫۸٪    | ۷٫۴٪           |      |
| February 2019    | ۲٫۸٪                 | ۴٫۵٪             | –                   | ۲۷٫۳٪          | –                | ۲٫۱٪           | ۲۰٪              | ۱۶٪               | –                 | –    | –       | –              |      |
| November 2018    | –                    | ۴٫۷٪             | –                   | ۲۴٫۶٪          | –                | ۲٫۴٪           | ۱۹٫۷٪            | ۱۳٫۲٪             | –                 | –    | –       | –              |      |
| October 2018     | –                    | –                | –                   | ۲۳٪            | –                | ۲٫۴٪           | ۱۷٫۵٪            | ۱۲٫۸٪             | –                 | –    | –       | –              |      |
| September 2018   | ۰٫۳٪                 | ۳٫۳٪             | ۰٫۳٪                | ۱۹٫۷٪          | –                | ۱٫۴٪           | ۸٫۰٪             | ۱۶٫۶٪             | –                 | –    | ۱۳٫۹٪   | –              |      |
| May 2018         | ۱٫۶٪                 | –                | ۱٫۶٪                | ۲۲٫۹٪          | –                | ۲٫۷٪           | ۵٫۳٪             | ۱۲٫۸٪             | –                 | –    | ۱۰٫۲٪   | ۱۱٫۹٪          |      |
| 18 December 2017 | –                    | –                | –                   | ۱۲٪            | –                | –              | ۷٪               | ۱۲٫۲٪             | –                 | –    | ۳۲٫۶٪   | –              |      |

## نتایج
دور اول، با فاصله نازکی وزیر سابق امور مالی، اینگریدا سیمونیت، نسبت به اقتصاددان هیتاناس ناوسدا برتری داشت، اما هیچ‌کدام به حدنصاب ۵۰ درصد دست نیافتند تا ۲۶ مه که دور دوم انتخابات مابین دو رقیب اصلی اینگریدا سیمونیت و هیتاناس ناوسدا بر گزار می‌شود
نخست‌وزیر سولیس اسکورنلیس پس از اتمام دور سوم، اعلام کرد که قصد دارد استعفا دهد، وی در تاریخ ۱۲ ژوئیه. روز انتخابات، استعفای خود را تقدیم مجلس کرد
| نامزد                                            | حزب                                                            | مرحله اول | مرحله اول | مرحله دوم | مرحله دوم |
| نامزد                                            | حزب                                                            | آرا       | %         | آرا       | %         |
| ------------------------------------------------ | -------------------------------------------------------------- | --------- | --------- | --------- | --------- |
| اینگریدا سیمونیت                                 | مستقل                                                          | ۴۴۲٬۳۵۳   | ۳۱٫۴۳     |           |           |
| هیتاناس ناوسدا                                   | مستقل                                                          | ۴۳۸٬۴۶۹   | ۳۱٫۱۶     |           |           |
| سائولیس اسکورنلیس                                | مستقل                                                          | ۲۷۸٬۶۸۰   | ۱۹٫۸۰     |           |           |
| ویتنیس آندریو کایتیس                             | حزب سوسیال دموکرات لیتوانی                                     | ۶۷٬۸۰۲    | ۴٫۸۲      |           |           |
| آرویداس جوزایتاس                                 | مستقل                                                          | ۶۶٬۵۳۵    | ۴٫۷۳      |           |           |
| والدمار توماسوسکی                                | اتحاد اقوام مسیحی\|اقدام انتخاباتی در زمینه نظر سنجی در آلبانی | ۵۶٬۴۱۱    | ۴٫۰۱      |           |           |
| مینداگوس پویوداس                                 | مستقل                                                          | ۳۶٬۶۴۵    | ۲٫۶۰      |           |           |
| ناگلیس پوتیکاس\| align="left" \|حزب مرکز لیتوانی | ۱۱٬۲۱۴                                                         | ۰٫۸۰      |           |           |           |
| والنتیناس مازورونیس                              | مستقل                                                          | ۹٬۱۶۹     | ۰٫۶۵      |           |           |
| Invalid/blank votes                              | Invalid/blank votes                                            | ۹٬۹۰۵     | –         |           | –         |
| Total                                            | Total                                                          | ۱٬۴۱۷٬۱۸۳ | ۱۰۰       |           |           |
| Registered voters/turnout                        | Registered voters/turnout                                      | ۲٬۴۸۶٬۹۱۵ | ۵۶٫۹۹     |           |           |
| Source: VRK                                      |                                                                |           |           |           |           |